# Helmondia '55 in het seizoen 1958/59
Het seizoen 1958/1959 was het vierde jaar in het bestaan van de Helmondse betaaldvoetbalclub Helmondia '55. De club kwam uit in de Eerste divisie B en eindigde daarin op de 11e plaats. Tevens deed de club mee aan het toernooi om de KNVB beker, hierin werd de club in de derde ronde uitgeschakeld door Rapid JC (1–4).

## Wedstrijdstatistieken

### Eerste divisie B
|       | Excelsior | GVAV  | Heracles | Hermes DVS | HVC   | KFC   | RBC   | RCH   | Rigtersbleek | Roda Sport | Sittardia | Stormvogels | Vitesse | De Volewijckers |
| ----- | --------- | ----- | -------- | ---------- | ----- | ----- | ----- | ----- | ------------ | ---------- | --------- | ----------- | ------- | --------------- |
| Thuis | 0 – 0     | 2 – 1 | 2 – 3    | 3 – 3      | 1 – 3 | 0 – 1 | 0 – 1 | 4 – 1 | 4 – 3        | 1 – 0      | 1 – 2     | 1 – 1       | 3 – 2   | 1 – 1           |
| Uit   | 3 – 1     | 2 – 1 | 1 – 2    | 1 – 1      | 4 – 1 | 0 – 2 | 3 – 1 | 2 – 2 | 5 – 4        | 1 – 1      | 6 – 1     | 4 – 3       | 1 – 1   | 1 – 2           |

### KNVB beker
| 1e ronde                                | Helmondia '55                                                          | 6 – 2 (2 – 1) | Linne            |
| 1 januari 1959 Plaats: Helmond De Braak | Vic Jetten –', –' Harrie Duda –', –' André Hofman –' Henk van Berlo –' |               | –', –' Onbekend  |
| 2e ronde                                | Helmondia '55                                                          | 2 – 0 (1 – 0) | Wilhelmina '08   |
| 30 april 1959 Plaats: Helmond De Braak  | Vic Jetten –' André Hofman –'                                          |               |                  |
| 3e ronde                                | Rapid JC                                                               | 4 – 1 (2 – 0) | Helmondia '55    |
| 10 mei 1959 Plaats: Kerkrade Kaalheide  | Jan Gösgens 14' Mat Loo 38', 71' Wiel Smeets 65' (pen.)                |               | 61' André Hofman |

## Statistieken Helmondia '55 1958/1959

### Eindstand Helmondia '55 in de Nederlandse Eerste divisie B 1958 / 1959
| Stand | Gespeeld | Gewonnen | Gelijk | Verloren | Punten | Doelpunten voor | Doelpunten tegen |
| ----- | -------- | -------- | ------ | -------- | ------ | --------------- | ---------------- |
| 11e   | 28       | 8        | 8      | 12       | 24     | 46              | 56               |

### Topscorers
| #      | Naam             | Goal |
| ------ | ---------------- | ---- |
| 1.     | André Hofman     | 19   |
| 2.     | Vic Jetten       | 8    |
| 3.     | Harrie Duda      | 4    |
| 3.     | Harry Kornuyt    | 4    |
| 3.     | Frans Stallen    | 4    |
| 6.     | Harry Swanenberg | 3    |
| 6.     | Harry van de Ven | 3    |
| 8.     | Paul Merkx       | 1    |
| Totaal | Totaal           | 46   |

| #      | Naam           | Goal |
| ------ | -------------- | ---- |
| 1.     | André Hofman   | 3    |
| 1.     | Vic Jetten     | 3    |
| 3.     | Harrie Duda    | 2    |
| 4.     | Henk van Berlo | 1    |
| Totaal | Totaal         | 9    |